# Duco Abspoel
Duco Abspoel (Rotterdam, 2 november 1961) is een Nederlands journalist.

## Jeugd en opleiding
Abspoel behaalde zijn VWO-diploma aan het Goois Lyceum in Bussum en studeerde daarna sociale geografie en communicatiewetenschap aan de Universiteit van Amsterdam. Tijdens zijn studie was hij werkzaam als sportjournalist voor het dagblad De Gooi- en Eemlander. Ook publiceerde hij in diverse andere bladen.

## Sportjournalistiek en producentschap
In 1986 werd hij beeldbandredacteur voor het televisieprogramma Studio Sport en in 1995 werd hij de eindredacteur en producer van de toenmalige zender Filmnet/Supersport. In 1996 werd hij sporteindredacteur bij Endemol Sports en in 1997 was hij als eindredacteur terug bij de betaalzender Canal+. Hij was onder meer als eindredacteur voor SBS6 verantwoordelijk voor de uitzendingen over de dartsport die de sport landelijke bekendheid bezorgden.

## Invloed
Abspoel was van grote invloed op en een stimulans voor vele televisiemakers en journalisten op sportgebied. In een interview in 2008
 stelde televisiepresentator en sportjournalist Toine van Peperstraten dat Abspoel degene was die de meeste invloed op zijn carrière had gehad.

## Nevenactiviteiten
In 2005 werd hij benoemd tot perschef van het Nederlands honkbalteam waar hij onder meer het wereldkampioenschap van 2005 in Nederland verzorgde en ook de Haarlemse Honkbalweek van 2006. Hij was in 2008 de perschef van het team tijdens de Olympische Spelen van Peking.